# قرش عين الخنزير
قرش عين الخنزير أو قرش جاوة (الاسم العلمي: Carcharhinus amboinensis)، هو نوع غير مألوف من القرش الترابي وفصيلة البنبكيات، ويوجد في المياه الساحلية الدافئة في شرق المحيط الأطلسي ومنطقة المحيط الهادي الهندي. ويفضل البيئات الضحلة والعكرة في القيعان الناعمة، ويميل إلى التجوال داخل منطقة محلية إلى حد ما.